# إبراهيم بن عبد العزيز السهلاوي
إبراهيم بن عبد العزيز السهلاوي (1952 -) هو سياسيٌ ودبلوماسيٌ قطري، كان قد عمل سفيرًا لقطر في الجزائر ومصر، كما شارك في عددٍ من المؤتمرات والمحافل العربية والإقليمية والدولية.[تحقق من المصدر]

## حياته
وُلد إبراهيم بن عبد العزيز السهلاوي عام 1952. حصل على درجة البكالوريوس في اللغة العربية من جامعة القاهرة عام 1976. وهو متزوج ولديه ولدان. وبنتان. عمل في سفارة قطر في تونس في الفترة ما بين أغسطس 1979 حتى ديسمبر 1981، ثم أصبح مندوبًا لقطر لدى المنظمة العربية للتربية والثقافة والعلوم ما بين 1979 حتى 1981. عمل بعدها في سفارة قطر في لندن في الفترة ما بين مارس 1982 حتى يناير 1990. كُلف بالقيام بأعمال سفارة قطر في الجزائر من 16 فبراير 1992 حتى 30 مايو 1993، ثم عيّن قائمًا بأعمال سفارة قطر في دمشق من 5 أكتوبر 1995 حتى 6 أغسطس 1998.
عيّن سفيرًا لسفارة قطر في الجزائر من أكتوبر 1998 حتى يونيو 2003، ثم أصبح مديرًا لإدارة الشؤون العربية في يونيو 2004، وأصبح مرةً أخرى سفير قطر للجزائر عام 2013 وحتى 2018. عيّن في سبتمبر 2018 سفيرًا لقطر في مصّر، ومندوب قطر الدائم في جامعة الدول العربية.
ورد اسمه في كتاب «الرئيس أحمد بن بيلا يكشف عن أسرار ثورة الجزائر» لأحمد منصور، حيث ذُكر أنه ساعد أحمد منصور في «رصد ما كان يكتب في الصحافة الجزائرية يومًا بيوم».